# Gaspar Antonio de la Torre y Ayala
Gaspar Antonio de la Torre Ayala (Belgio, ... – Manila, 21 settembre 1745) è stato un politico e militare spagnolo, che ricoprì la carica di Governatore e Capitano generale delle Filippine dal luglio 1739 al 21 settembre 1745.

## Biografia
Nacque nelle Fiandre, Belgio, nel XVII secolo figlio naturale di padre spagnolo.  Gentiluomo di Camera del Re, prestò servizio nelle armate del Regno di Napoli per più di dieci anni (1697-1709), prima come soldato nella compagnia di fanteria spagnola del Tercio fisso di quel Regno, poi come sottotenente di uno delle compagnie a cavallo di Luis Francisco de la Cerda y Aragón Duca di Medinaceli, viceré di Napoli, e come capitano di una compagnia di fanteria spagnola del Tercio comandato dal maestro di campo don Jorge de Villalonga. Tale reparto si trovava a quel tempo, acquartierato nella piazzaforte di Gaeta, dove morì un suo fratello che gli faceva da luogotenente.
Fatto prigioniero nel corso della guerra di successione spagnola una volta liberato si recò nei Regni di Spagna (1710), entrando a far parte del Reggimento delle Guardie Reali Spagnole nel quale ricoprì gli incarichi di secondo e primo luogotenente della fanteria spagnola, secondo e primo luogotenente dei fucilieri e granatieri, secondo assistente e capitano dei fucilieri per ottenere, infine, quello di capitano di granatieri. Come capitano dei granatieri partecipò a varie azioni militari, come l'avanzata di Brihuega, la battaglia di Villaviciosa, la presa di Balaguer, la campagna del Prado del Rey, l'assedio di Cardona, la campagna di Lérida e Tortosa, la resa di Tortosa e l'assedio e la presa di Barcellona. Partecipò anche ad una serie di altre azioni militari durante la guerra della Quadruplice Alleanza, partecipando alla spedizione spagnola in Sardegna, dove partecipò all'assedio e alla cattura di Caller, alla campagna di Navarra dove fu a capo di un distaccamento di milletre persone. cento uomini, e nella spedizione in Africa partecipando alla partenza da Ceuta, all'assedio di Gibilterra (1727) e alla riconquista di Orano  (1732).
Fu nominato governatore e capitano generale delle Isole Filippine e presidente della Corte reale (Audiencia) di Manila l'11 agosto 1736, in sostituzione di Fernando de Valdés y Tamón. I suoi titoli fuono emessi per disposizioni reale, datati nel El Pardo il 18 marzo 1737, e prestò giuramento al Consiglio delle Indie il 30 aprile dello stesso anno. La licenza di imbarcò, in compagnia di sei servi, gli fu concessa il 9 giugno successivo, anche se arrivò a Manila solo dopo due anni, il 7 settembre 1739, a bordo della nave Nuestra Señora del Pilar de Zaragoza, che aveva lasciato il porto di Acapulco l'11 aprile 1739.
Durante il primo periodo del suo governo, fu suo segretario Blas José de Castrillón y Casariego, che lo era stato anche del suo predecessore. Fu incaricato di organizzare la difesa delle coste contro gli attacchi permanenti dei pirati di Joló e di Mindanao e dovette reprimere una ribellione degli indigeni di Batanga, che affidò al governatore della presidio di Zamboanga Juan González del Pulgar, e con l'accordo della Junta de Real hacienda ristabilì il commercio del tabacco (1740).
Aveva ricevuto anche la missione di esortare il sultano di Sulu Azim ud-Din I a rispettare il precedente trattato di pace firmato nel 1737 dal precedente governatore generale Fernándo Valdés y Tamon e a consentire ai missionari di svolgere il loro lavoro di evangelizzazione. A tal fine, inviò i frati gesuiti Francisco Sazi e Tomás de Arrevillaga che ottennero garanzie dal sultano che sarebbe stato loro consentito di predicare in sicurezza.
Ci furono continue incursioni di pirati provenienti da Sulu e Mindanao che portarono il governatore generale a reagire duramente.
Nel 1744, affrontò una rivolta guidata da Francisco Dagohoy che aveva diversi motivi di lamentela contro le autorità spagnole e i membri della Chiesa cattolica romana a causa del lavoro forzato, dalla bandala, e dall'eccessiva riscossione delle tasse e dal pagamento dei tributi. Dagohoy prese le armi sull'isola di Bohol, e lui e i suoi seguaci fondarono una repubblica sulle montagne che avrebbe resistito agli spagnoli per 85 anni, fino al 1829.
Gli ultimi anni del suo comando furono sconvolti dalla presenza nei mari delle Filippine dello squadra navale del pirata inglese George Anson (1744), che catturò la patache Nuestra Señora de Covadonga vicino a Capo Espiritu Santo, e dopo aver ricevuto notizia che l'inglese si trovava vicino a Canton il governatore preparò una squadra navale sotto il comando del generale Juan Domingo Nebra. La squadra cercò vanamente le navi inglesi, senza mai trovarle. Morì a Manila il 21 settembre 1745, prima della scadenza del suo mandato, e la carica di governatore fu assunta ad interim fu assunto da frate domenicano Juan Arechederra Tobar, vescovo di Nueva Segovia, che la avrebbe poi ceduta al marchese Francisco José Ovando y Solís. I processi di revisione del suo mandato si conclusero solo nel 1759, e nel corso di essi (1747) fu ordinato che i suoi beni e i gioielli fossero consegnati a sua sorella, María Gabriela de la Torre, Marchesa di Lorca.